# Epizoanthus ramosus
Epizoanthus ramosus är en korallart som beskrevs av Oscar Henrik Carlgren 1936. Epizoanthus ramosus ingår i släktet Epizoanthus och familjen Epizoanthidae. Inga underarter finns listade i Catalogue of Life.